# Carnival (Duran Duran-középlemez)
A Carnival az angol Duran Duran középlemeze, amely eredetileg 1982 szeptemberében jelent meg.

## Háttér
A Capitol marketing stratégiájának részeként, hogy a Duran Durant egy dance együttessé alakítsa, eldöntötték, hogy kiadnak egy EP-t remixelt dalokból, hogy kihasználják a szórakozóhelyek népszerűségét és azt átvigyék a rádiókba is.
Ennek a stratégiának része volt David Kershenbaum producer munkája is, aki újradolgozta a Rio (1982) dalok nagy részét. A legtöbb ilyen remix végül szerepet kapott a Carnival-on és 12" kislemezeken is.
1982 őszén nagyon magas volt az igény Duran Duran-anyagokra. Október elején a Carnival EP a 98. helyen debütált az album slágerlistákon.
A Carnival EP sikere rávette Kerhenbaumot, hogy a Rio A-oldalát is újradolgozza, ami 1982 novemberében jelent meg az Egyesült Államokban.

## Számlista
Az összes dal szerzője a Duran Duran. 
| 1. | Hungry Like The Wolf (Night Version)          | 5:12 |
| 2. | Rio (Night Version)                           | 6:36 |
| 3. | Planet Earth (Night Version)                  | 6:20 |
| 4. | Girls on Film (Night Version) (Alternate Mix) | 5:45 |

| 1. | Hungry Like The Wolf (Night Version)          | 5:30 |
| 2. | Rio (Night Version) (Album Version)           | 5:39 |
| 3. | Planet Earth (Night Version)                  | 6:20 |
| 4. | Girls on Film (Night Version) (Alternate Mix) | 5:45 |

- Spanyolországban Carnaval címen jelent meg az EP.

| 1. | Hungry Like The Wolf (Night Version) | 5:14 |
| 2. | Girls on Film (Night Version)        | 5:26 |
| 3. | Hold Back The Rain (Carnival Remix)  | 7:00 |
| 4. | My Own Way (Carnival Remix)          | 4:29 |

| 1. | Rio (Part II) (Full 7" mix)                 | 5:02 |
| 2. | Hold Back The Rain (Remix) (Carnival Remix) | 7:03 |
| 3. | My Own Way (Night Version)                  | 6:34 |
| 4. | Hungry Like The Wolf ((Night Version))      | 5:14 |
| 5. | New Religion (Carnival Remix)               | 5:13 |

## Előadók
Duran Duran
- Simon Le Bon – ének
- Nick Rhodes – billentyűk
- John Taylor – basszusgitár
- Roger Taylor – dobok
- Andy Taylor – gitár

Utómunka
- Colin Thurston – producer, hangmérnök
- Renate – technikus
- Andy Hamilton – szaxofon ("Rio")
- Malcolm Garrett, Assorted iMaGes, London – design

Felvételek
- Chipping Norton
- Red Bus
- Utopia
- AIR Studios, London

## Listás helyezések
| Lemezeladási lista (1982) | Legjobb helyezés |
| ------------------------- | ---------------- |
| USA Billboard 200         | 98               |

## Kiadások
A Discogs adatai alapján.
| Régió                        | Év   | Formátum | Kiadó           |
| ---------------------------- | ---- | -------- | --------------- |
| Európa, Japán, Spanyolország | 1982 | 12"      | EMI             |
| Kanada, Egyesült Államok     | 1982 | 12"      | Harvest Records |
| Japán                        | 1982 | Kazetta  | EMI             |